# Bergsjötorp
Bergsjötorp, tidvis även kallat Samuelstorp eller Thalby, var ett jordtorp under Talby i Salems socken i Stockholms län. Torpet var en av de äldre torpplatserna i Salem och omnämns för första gången år 1653.
Som ett resultat av en sammanläggning av marken, som omgav torpen Bergsjötorp och Snickartorp, bildades Talby mellangård. Bergsjötorp blev då ett oskattlagt torp under Talby Västergård. Bergsjötorp revs omkring 1930.
Salems hembygdsförening har satt upp en torpskylt som markerar läget för torpet.